# Souvigny-en-Sologne
Souvigny-en-Sologne är en kommun i departementet Loir-et-Cher i regionen Centre-Val de Loire i de centrala delarna av Frankrike. Kommunen ligger i kantonen Lamotte-Beuvron som tillhör arrondissementet Romorantin-Lanthenay. År 2022 hade Souvigny-en-Sologne 509 invånare.

## Befolkningsutveckling
Antalet invånare i kommunen Souvigny-en-Sologne
| Referens: INSEE |